# Захворюваність
Захворюваність (захворюваність населення) — медико-статистичний показник, що характеризує чисельність хворих, виявлених при зверненні населення з приводу захворювання до лікувально-профілактичних закладів або при профілактичному огляді протягом поточного року. В ширшому сенсі захворюваність — збірне поняття, що охоплює показники, які характеризують рівень різних захворювань та їх структури серед усього населення або окремих його груп на даній території або в певному організованому колективі. Рівень захворюваності визначається відношенням числа хворих до середньорічної чисельності постійного населення.

## Обчислення
Захворюваність обчислюється як співвідношення кількості первинних звернень з приводу гострих або хронічних захворювань протягом поточного року на 1000 мешканців і вимірюється в проміле (‰).
Первинна захворюваність реєструється при встановленні хворому діагнозу вперше в житті.
Загальна захворюваність населення характеризується загальним числом хворих, зареєстрованих протягом року. При цьому враховуються хворі, яким діагноз встановлений як вперше, так і при повторному зверненні з приводу даного захворювання. Хронічні захворювання та гострі захворювання з тривалим перебігом обліковуються однократно протягом року, і при повторних зверненнях з приводу загострень цих хронічних захворювань не обліковуються.

## Методи вивчення
Основними методами вивчення захворюваності є:
- реєстрація звернень;
- вивчення захворюваності за даними профілактичних медичних оглядів.